# Cernica
Cernica là một xã thuộc hạt Ilfov, România. Dân số thời điểm năm 2002 là 9427 người.